# 稚児宮通
稚児宮通（ちごのみやとおり）は、愛知県名古屋市北区の地名。現行行政地名は稚児宮通1丁目及び稚児宮通2丁目。住居表示未実施。

## 地理
名古屋市北区南部に位置する。東は猿投町、南は志賀南通、北東は辻本通、北西は志賀町に接する。南から1丁目・2丁目となっている。町名に通りとあるように、愛知県道102号名古屋犬山線（防衛道路）に沿った形で町域が設定されている。

## 歴史

### 町名の由来
稚児宮神社の名称に由来するという。

### 沿革
- 1951年（昭和26年） - 北区志賀町の一部より成立[7]。

## 世帯数と人口
2019年（平成31年）1月1日現在の世帯数と人口は以下の通りである。
| 町丁     | 世帯数  | 人口  |
| -------- | ------- | ----- |
| 稚児宮通 | 202世帯 | 349人 |

### 人口の変遷
国勢調査による人口の推移
| 2000年（平成12年） | 383人 | [ 8 ]  |  |
| 2005年（平成17年） | 331人 | [ 9 ]  |  |
| 2010年（平成22年） | 309人 | [ 10 ] |  |
| 2015年（平成27年） | 330人 | [ 11 ] |  |

## 学区
市立小・中学校に通う場合、学校等は以下の通りとなる。また、公立高等学校に通う場合の学区は以下の通りとなる。
| 番・番地等 | 小学校                 | 中学校               | 高等学校 |
| ---------- | ---------------------- | -------------------- | -------- |
| 全域       | 名古屋市立東志賀小学校 | 名古屋市立北陵中学校 | 尾張学区 |

## 交通

### 道路
- 愛知県道102号名古屋犬山線（防衛道路）

## 施設
- 愛知県警察北警察署志賀交番

## その他

### 日本郵便
- 郵便番号 : 462-0038[3]（集配局：名古屋北郵便局[14]）。